# Franz van Monfort
Franz van Monfort, né à Saint-Josse-ten-Noode le 28 janvier 1889 et mort à Ixelles le 2 janvier 1980, est un peintre belge.